# Lars Eckstein
Lars Eckstein (* 1975 in Marbach am Neckar) ist ein deutscher Kultur- und Literaturwissenschaftler sowie Hochschullehrer.

## Leben
Lars Eckstein studierte Englisch, Deutsch und Sport an der Universität Tübingen und Indiana. Er promovierte 2004 über karibische und afro-amerikanische Literatur über den Sklavenhandel. Nach der Promotion verbrachte er einen Auslandsaufenthalt an der University of New South Wales in Sydney. Er habilitierte 2008. Er war Assistenzprofessor für Englisch an der Universität Tübingen  und ist seit 2009 Professor für Anglophone Literaturen und Kulturen außerhalb Großbritanniens und der USA am Institut für Anglistik und Amerikanistik der Universität Potsdam.
2011 wurde Eckstein zum Vizepräsidenten der Gesellschaft für Anglophone Postkoloniale Studien (GAPS; Association for Anglophone Postcolonial Studies) gewählt. Seit 2016 ist er Co-Sprecher des DFG-Graduiertenkollegs Minor Cosmopolitanisms.

## Veröffentlichungen (Auswahl)
als Autor:
- Lars Eckstein: Re-Membering the Black Atlantic. On the Poetics and Politics of Literary Memory. Brill, Leiden and Boston 2006, ISBN 90-420-1958-1, ISBN 978-90-420-1958-4, zugleich: Dissertation, Universität Tübingen, 2003 unter dem Titel Der Black Atlantic im Gedächtnis der Literatur. (Digitalisat)
- Lars Eckstein: Reading Song Lyrics. Brill, Leiden and Boston 2010, ISBN 978-90-420-3035-0 (Digitalisat)
- Lars Eckstein und Anja Schwarz. “The Making of Tupaia’s Map: A Story of the Extent  and Mastery of Polynesian Navigation, Competing Systems of Wayfinding on James Cook’s Endeavour, and the Invention of an Ingenious Cartographic System”. The Journal of Pacific History 54.1 (2019): 1–95. (Volltext)

als Herausgeber:
- Lars Eckstein und Anja Schwarz (Hrsg.): Postcolonial Piracy. Media Distribution and Cultural Production in the Global South.  Theory for a Global Age. Bloomsbury, London 2014, ISBN 978-1-4725-1942-9 (Digitalisat)
- Lars Eckstein (Hrsg.): English Literatures across the Globe. A Companion. Fink, Paderborn 2007, ISBN 978-3-7705-4252-9
- Dirk Wiemann und Lars Eckstein (Hrsg.): The Politics of Passion. Reframing Affect and Emotion in Global Modernity. Lang, Frankfurt am Main 2013, ISBN 978-3-631-60196-9
- Lars Eckstein und Christoph Reinfandt (Hrsg.): Romanticism Today. Selected papers from the Tübingen conference of the German Society for English Romanticism. Wiss. Verl. Trier, Trier 2009, ISBN 978-3-86821-147-4